# 계룡면
계룡면(鷄龍面)은 대한민국 충청남도 공주시의 면이다. 넓이는 84.13km2이고, 인구는 2013년 기준으로 3,184세대, 6,449명이다. 계룡산을 경계로 계룡시와 인접하고 있다.
명칭은 계룡산에서 따왔으나, 충청남도 계룡시와 혼동하는 경우가 많다.

## 연혁
- 백제시대 : 웅천 지역에 속하였고 갑사가 창건되었다.
- 신라시대 : 웅주 지역에 속하였다.
- 고려시대 : 공주목에 속했고, 삼남대로의 길이 뻗어 있었으며 경천에는 역정이 있는가 하면 갑사에 불승이 많아서 번화하였다.
- 조선시대 : 공주군에 속했고 익구곡의 이름을 따서 익구곡면이라 하여 하성, 용두, 장대 등 58개리를 관할하였다.
- 1914년 : 행정구역 개편으로 진두면의 상평, 신봉, 상동천등 47개리, 대동면 일부와 노성군 월우면의 소평리를 병합하고 계룡면이라 칭하였으며, 면사무소를 경천리에 두었다.
- 1930년 8월 18일 : 면사무소를 경천리에서 현위치인 월암리로 이전하였다.
- 1931년 4월 1일 : 공주면이 공주읍으로 승격되면서 주외면의 통폐합으로 상왕, 소룡, 신기, 화은의 4개리가 편입되었다.
- 1971년 2월 1일 : 행정구역 조정(중장3리, 양화2리 분구)으로 34개리가 되었다.
- 1974년 1월 7일 : 행정구역 재조정(상왕3리, 하대3리 분구)으로 36개리가 되었다.
- 1980년 5월 1일 : 행정구역 재조정(내흥2리 분구)으로 37개리가 되었다.
- 1983년 2월 15일 : 행정구역 개편으로 공주읍에 6개리(신기1,2리, 소학, 상왕1,2,3리)가 편입되어 31개리가 되었다.
- 1993년 12월 22일 : 논산군 상월면 월오리 일부가 계룡면 월곡리에 편입되었다.
- 1995년 1월 1일 : 공주시.군 통합으로 공주군 계룡면을 공주시 계룡면으로 개칭하였다.[1]

## 행정 구역
- 월암리(月巖里): 행정복지센터 소재지.
- 경천리(敬天里)
- 구왕리(九旺里)
- 금대리(錦帶里)
- 기산리(箕山里)
- 내흥리(乃興里)
- 봉명리(鳳鳴里)
- 상성리(上城里)
- 월곡리(月谷里)
- 유평리(柳坪里)
- 양화리(陽化里)
- 죽곡리(竹谷里)
- 중장리(中壯里)
- 하대리(下大里)
- 향지리(香芝里)
- 화은리(花隱里)
- 화헌리(華軒里)

## 학교
| 학교명       | 소재지                         | 비고        |
| ------------ | ------------------------------ | ----------- |
| 계룡초등학교 | 계룡면 영규대사로 459 (유평리) |             |
| 경천초등학교 | 계룡면 신원사로 112 (경천리)   |             |
| 상성초등학교 | 계룡면 구부내로 844 (상성리)   | 1999년 폐교 |
| 왕흥초등학교 | 계룡면 왕흥장악로 415 (내흥리) | 2007년 폐교 |
| 중장초등학교 | 계룡면 갑사로 307 (중장리)     | 2012년 폐교 |
| 경천중학교   | 계룡면 어사길 2 (경천리)       |             |